# DFBポカール2021-2022
DFBポカール2021-2022 (2021–22 DFB-Pokal)は、2021年8月6日から2022年5月21日の期間に開催される、通算69回目 (前身も含めれば79回目)のDFBポカールである。

## 参加クラブ
以下の64クラブが参加する。
| ブンデスリーガ (18クラブ) ブンデスリーガ2020-20所属全クラブが出場 | 2. ブンデスリーガ (18クラブ) 2. ブンデスリーガ2020-20所属全クラブが出場 | 3. リーガ (4クラブ) 3. リーガ2020-20における上位4チームが出場 |
| - バイエルン・ミュンヘン - RBライプツィヒ - ドルトムント - ヴォルフスブルク - フランクフルト - レヴァークーゼン - ウニオン・ベルリン - ボルシアMG - シュトゥットガルト - フライブルク - ホッフェンハイム - マインツ - アウクスブルク - ヘルタ・ベルリン - ビーレフェルト - ケルン - ブレーメン (II) - シャルケ (II) | - ボーフム (I) - グロイター・フュルト (I) - キール - ハンブルガーSV - デュッセルドルフ - カールスルーエ - ダルムシュタット - ハイデンハイム - パーダーボルン - ザンクトパウリ - ニュルンベルク - エルツゲビルゲ・アウエ - ハノーファー - レーゲンスブルク - ザントハウゼン - オスナブリュック (III) - ブラウンシュヴァイク (III) - ヴュルツブルガー・キッカーズ (III) | - ディナモ・ドレスデン (II) - ハンザ・ロストック (II) - インゴルシュタット (II) - 1860ミュンヘン |
| 各地域代表 (24クラブ) 各地域のサッカー協会カップの優勝クラブが出場 | | |
| - バーデン ヴァルトホーフ・マンハイム (III) - バイエルン テュルクギュジュ・ミュンヘン (III) バイロイト (IV) - ベルリン BFCディナモ (IV) - ブランデンブルク バベルスベルク (IV) - ブレーメン ブレーマー (V) - ハンブルク ノルトシュタット (IV) - ヘッセン ヴェーエン・ヴィースバーデン (III)                         | - メクレンブルク＝フォアポンメルン グライフスヴァルター (V) - ミッテルライン ヴィクトリア・ケルン (III) - ニーダーライン ヴッパーターラー (IV) - ニーダーザクセン メッペン (III) オルデンブルク (V) - ラインラント ロート＝ヴァイス・コブレンツ (IV) - ザールラント エルフェアスベルク (IV) - ザクセン ロコモティーヴェ・ライプツィヒ (IV)                            | - ザクセン＝アンハルト マクデブルク (III) - シュレースヴィヒ＝ホルシュタイン ヴァイヒェ・フレンスブルク (IV) - ズュートバーデン FC08フィリンゲン (V) - ズュートヴェスト カイザースラウテルン (III) - テューリンゲン カールツァイス・イェーナ (IV) - ヴェストファーレン シュポルトフロインデ・ロッテ (IV) プロイセン・ミュンスター (IV) - ヴュルテンベルク SSVウルム (IV) |
| 括弧内のローマ数字は2021-22シーズンの所属ディビジョン (I：ブンデスリーガ 、II：2. ブンデスリーガ 、III：3. リーガ 、IV：レギオナルリーガ、V：オーバーリーガ | | |

## 日程
| 試合     | 組み合わせ抽選会 | 開催日               |
| -------- | ---------------- | -------------------- |
| 1回戦    | 2021年7月4日     | 2021年8月6日-8月25日 |
| 2回戦    | 2021年8月29日    | 2021年10月26日・27日 |
| 3回戦    | 2021年10月31日   | 2022年1月18日・19日  |
| 準々決勝 | 2022年1月23日    | 2022年3月1日・2日    |
| 準決勝   | 2022年3月6日     | 2022年4月19日・20日  |
| 決勝     | 2022年3月6日     | 2022年5月21日        |

## 1回戦
組み合わせ抽選会は、2021年7月26日に行われた。チーム名横の括弧内の数字は2021-22シーズンの所属ディビジョンを表す (2回戦以降も同様)。試合時間はいずれも現地時間 (1回戦、2回戦、準決勝、決勝はCEST (UTC+2)。それ以外はCET (UTC+1))。
| 2021年8月6日 | ディナモ・ドレスデン (2)      | 2 - 1    | パーダーボルン (2) | ドレスデン                                                                                 |  |
| 20:45        | クニッピング 54分 · カデ 88分 | レポート | ミシェル 61分      | 競技場: ルードルフ・ハルビヒ・シュタディオン 観客数: 12,702人 主審: クリストフ・ギュンシュ |  |

| 2021年8月6日                                         | 1860ミュンヘン (3)    | 1 - 1 (延長) (5-4 PK戦)                            | ダルムシュタット (2) | ミュンヘン                                                                          |  |
| 20:45                                                | シュタインハルト 75分 | レポート                                           | ファイファー 80分    | 競技場: グリュンヴァルター・シュタディオン 観客数: 4,800人 主審: トビアス・ライヘル |  |
|                                                      |                       | PK戦                                               |                      |                                                                                     |  |
| シュタインハルト タリグ ドレセル シュタウデ ザルガー |                       | ファイファー ホランド シュネルハルト マヌ ティーツ |                      |                                                                                     |  |

| 2021年8月7日 | ヴァイヒェ・フレンスブルク (4) | 2 - 4 (延長) | キール (2)                                                              | フレンスブルク                                                                                |  |
| 15:30        | ヘアマン 104分, 110分          | レポート     | アルプ 94分 (pen.) · ザンデル 105分 · レーゼ 120分 · バルテルス 120+2分 | 競技場: マンフレド・ヴェルナー・シュタディオン 観客数: 1,700人 主審: フランク・ヴィレンボルグ |  |

| 2021年8月7日 | ロコモティーヴェ・ライプツィヒ (4) | 0 - 3    | レヴァークーゼン (1)                        | ライプツィヒ                                                                            |  |
| 15:30        |                                    | レポート | デミルバイ 5分 (pen.), 87分 · ベララビ 14分 | 競技場: ブルーノ・プラシェ・シュタディオン 観客数: 6,800人 主審: フローリアン・レヒナー |  |

| 2021年8月7日 | ザントハウゼン (2) | 0 - 4    | RBライプツィヒ (1)                                                | ザントハウゼン                                                                    |  |
| 15:30        |                    | レポート | オルバン 19分 · ハイダラ 45分 · エンクンク 59分 · ソボスライ 81分 | 競技場: ハルトヴァルトシュタディオン 観客数: 4,067人 主審: ダニエル・シュレーガー |  |

| 2021年8月10日 | マイナーツハーゲン (5)                                     | 3 - 6    | ビーレフェルト (1)                                                                | バイロイト                                                                                      |  |
| 15:30         | クネゼヴィッチ 14分 · マダラー 52分 · ニルソン 68分 (o.g.) | レポート | ラウルセン 11分 · クロス 28分 · ラズミ 51分, 85分 · ニルソン 73分 · クンツェ 79分 | 競技場: ハンス・ヴァルター・ヴィルト・シュタディオン 観客数: 5,000人 主審: ロベルト・ハルトマン |  |

| 2021年8月7日 | グライフスヴァルター (5)             | 2 - 4    | アウクスブルク (1)                                                      | グライフスヴァルト                                                      |  |
| 15:30        | ネクテル 2分 · ヨヴァノヴィッチ 69分 | レポート | ウィンター 41分 · ニーダーレヒナー 52分 · イェンセン 68分 · ハーン 80分 | 競技場: フォルクスシュタディオン 観客数: 4,000人 主審: マックス・グルダ |  |

| 2021年8月7日 | オスナブリュック (3)            | 2 - 0    | ブレーメン (2) | オスナブリュック                                                            |  |
| 15:30        | トラップ 45分 · ケーラー 90+6分 | レポート |                | 競技場: ブレーメル・ブリュッケ 観客数: 5,341人 主審: パトリック・イトリッヒ |  |

| 2021年8月7日 | ノルトシュタット (4) | 0 - 4    | ハノーファー (2)                                             | ノルトシュタット                                                                                |  |
| 15:30        |                      | レポート | オクス 20分 · ドゥクシュ 45+1分 (pen.), 63分 · ムスリヤ 65分 | 競技場: エドムント・プラムベック・シュタディオン 観客数: 745人 主審: マティアス・イェレンベック |  |

| 2021年8月7日 | ヴッパーターラー (4) | 1 - 2 (延長) | ボーフム (1)                 | ヴッパータール                                                              |  |
| 15:30        | サリッチ 22分        | レポート     | ツォラー 53分 · テシェ 111分 | 競技場: シュタディオン・アム・ズー 観客数: 4,490人 主審: パトリック・アルト |  |

| 2021年8月7日 | BFCディナモ (4) | 0 - 6    | シュトゥットガルト (1)                                                                                            | ベルリン                                                                                      |  |
| 15:30        |                 | レポート | アル・ガディウィ 26分 · ソサ 45+1分 · マヴロパノス 53分 · クリモヴィッツ 68分 · サンコー 82分 · チュルリノフ 88分 | 競技場: シュポルトフォルム・ホーエンシェーンハウゼン 観客数: 3,500人 主審: エリック・ミュラー |  |

| 2021年8月7日 | SSVウルム (4) | 0 - 1    | ニュルンベルク (2) | ウルム                                                                      |  |
| 18:30        |               | レポート | デュマン 79分      | 競技場: ドナウ・シュタディオン 観客数: 6,743人 主審: ミヒャエル・バッヒャー |  |

| 2021年8月7日                                      | バベルスベルク (4)            | 2 - 2 (延長) (5-4 PK戦)                           | グロイター・フュルト (1)             | ポツダム                                                                              |  |
| 18:30                                             | ラウシュ 37分 · ホフマン 70分 | レポート                                          | フルゴタ 22分 (pen.) · グリーン 85分 | 競技場: カール・リープクネヒト・シュタディオン 観客数: 3,030人 主審: ロビン・ブラウン |  |
|                                                   |                               | PK戦                                              |                                      |                                                                                       |  |
| フラン ヴェゲナー リラ ライマン モラヴェツ ダンコ |                               | グリーン ゼギン フルゴタ バリー サルペイ バウアー |                                      |                                                                                       |  |

| 2021年8月7日 | マクデブルク (3)    | 2 - 3    | ザンクトパウリ (2)                           | マクデブルク                                                       |  |
| 18:30        | コンテー 31分, 54分 | レポート | ブルクシュタラー 3分, 58分 · メディッチ 40分 | 競技場: MDCCアレーナ 観客数: 15,000人 主審: ロベルト・シュレーダー |  |

| 2021年8月7日 | ヴェーエン・ヴィースバーデン (3) | 0 - 3    | ドルトムント (1)                   | ヴィースバーデン                                                        |  |
| 20:45        |                                  | レポート | ハーランド 26分, 31分 (pen.), 51分 | 競技場: ブリタ・アレーナ 観客数: 4,882人 主審: ベンジャミン・コルトゥス |  |

| 2021年8月8日 | メッペン (3) | 0 - 1    | ヘルタ・ベルリン (1) | メッペン                                                            |  |
| 15:30        |              | レポート | ゼルケ 90+1分        | 競技場: ヘンシュ・アレーナ 観客数: 6,000人 主審: ロベルト・カンプカ |  |

| 2021年8月8日                                                                                          | エルフェアスベルク (4)       | 2 - 2 (延長) (7-8 PK戦)                                                                       | マインツ (1)           | シュピーゼン＝エルヴェルスベルク                                                        |  |
| 15:30                                                                                                 | シュネルバッハー 73分, 110分 | レポート                                                                                      | ブルカルト 89分, 116分 | 競技場: ヴァルトシュターディオン・カイザーリンデ 観客数: 2,600人 主審: ティモ・ゲーラハ |  |
| |                              | PK戦                                                                                          |                        |                                                                                         |  |
| シュネルバッハー フェラウアー バウムゲルテル ドラゴン コンラート ラプレヴォット ミュラー ピエホフスキ |                              | ニアカテ シュテーガー ボエチウス ブルカルト ブロジンスキ マルティン シン・ジュステ シュタッハ |                        |                                                                                         |  |

| 2021年8月8日                                        | カールツァイス・イェーナ (4) | 1 - 1 (延長) (2-4 PK戦)                 | レヴァークーゼン (1) | イェーナ                                                                                            |  |
| 15:30                                               | ヴォルフラム 5分             | レポート                                | スキリ 69分          | 競技場: エルンスト・アッべ・シュポルトフェルト 観客数: 2,728人 主審: フロリアン・バドシュトゥブナー |  |
|                                                     |                              | PK戦                                    |                      | |  |
| ウースターヘルヴェグ ビュルガー デディディス ランゲ |                              | レンペーレ シャウブ ティールマン ドゥダ |                      | |  |

| 2021年8月8日 | FC08フィリンゲン (5) | 1 - 4    | シャルケ (2)                                              | フィリンゲン＝シュヴェニンゲン                                                        |  |
| 15:30        | プラヴチー 31分      | レポート | ビュルター 17分, 51分 · サラサール 49分 · ミハイロフ 79分 | 競技場: MSテクノロジー・アレーナ 観客数: 4,992人 主審: ヴォルフガング・ハスルベルガー |  |

| 2021年8月8日 | ヴァルトホーフ・マンハイム (3)  | 2 - 0    | フランクフルト (2) | マンハイム                                                                             |  |
| 15:30        | ジーゲルト 48分 · ボヤンバ 52分 | レポート |                    | 競技場: カール・ベンツ・シュタディオン 観客数: 12,151人 主審: サッシャ・シュテーゲマン |  |

| 2021年8月8日 | ロート＝ヴァイス・コブレンツ (4) | 0 - 3    | レーゲンスブルク (2)                              | コブレンツ                                                                            |  |
| 15:30        |                                  | レポート | ベステ 27分 · アルバース 31分 · ベズシュコフ 68分 | 競技場: シュタディオン・オーベルヴェート 観客数: 2,000人 主審: ミチャ・シュテーゲマン |  |

| 2021年8月8日 | テュルクギュジュ・ミュンヘン (3) | 0 - 1    | ウニオン・ベルリン (1) | ミュンヘン                                                                                |  |
| 15:30        |                                  | レポート | クルーゼ 23分          | 競技場: グリュンヴァルター・シュタディオン 観客数: 3,500人 主審: マルティン・ペーターゼン |  |

| 2021年8月8日 | オルデンブルク (5) | 0 - 5    | デュッセルドルフ (2)                                                                           | オルデンブルク                                                                          |  |
| 15:30        |                    | レポート | ヘニングス 13分, 61分 (pen.) · アッベス 23分 (o.g.) · コフナツキ 26分 (pen.) · シプノスキ 70分 | 競技場: マルシュヴェーク・シュタディオン 観客数: 4,200人 主審: スヴェン・ヤブロンスキー |  |

| 2021年8月8日 | プロイセン・ミュンスター (4) | 2 - 0 没収試合 | ヴォルフスブルク (1)                              | ミュンスター                                                                        |  |
| 15:30        | ホフマイヤー 74分            | レポート       | ブレカロ 90分 · ベグホルスト 103分 · バク 120+1分 | 競技場: プロイセンシュタディオン 観客数: 7,000人 主審: クリスティアン・ディンゲルト |  |

| 2021年8月8日 | ブラウンシュヴァイク (3) | 1 - 2    | ハンブルガーSV (2)                | ブラウンシュヴァイク                                                            |  |
| 18:30        | イホルスト 44分          | レポート | ギャメラー 29分 · グラツェル 68分 | 競技場: アイントラハト・シュタディオン 観客数: 6,167人 主審: トビアス・ヴェルツ |  |

| 2021年8月8日 | ヴュルツブルガー・キッカーズ (3) | 0 - 1    | フライブルク (1) | ヴュルツブルク                                                                |  |
| 18:30        |                                  | レポート | シュミット 45分  | 競技場: フライヤーラルム・アレーナ 観客数: 2,820人 主審: ベンヤミン・ブラント |  |

| 2021年8月9日 | ハンザ・ロストック (2)                                | 3 - 2 (延長) | ハイデンハイム (2)           | ロストック                                                                 |  |
| 18:30        | マインカ 57分 (o.g.) · リズート 94分 · マンシー 119分 | レポート     | マインカ 25分 · シマー 108分 | 競技場: オストゼーシュタディオン 観客数: 15,000人 主審: アルネ・アーニンク |  |

| 2021年8月9日 | インゴルシュタット (2)   | 2 - 1    | エルツゲビルゲ・アウエ (2) | インゴルシュタット                                                            |  |
| 18:30        | ビルビヤ 6分 · カヤ 79分 | レポート | ツォリンスキ 67分          | 競技場: アウディ・シュポルトパルク 観客数: 3,322人 主審: ダニエル・ジーベルト |  |

| 2021年8月9日 | ヴィクトリア・ケルン (3)       | 2 - 3 (延長) | ホッフェンハイム (1)                            | エッセン                                                                |  |
| 18:30        | ハンドレ 33分 · グレガー 102分 | レポート     | クラマリッチ 27分 (pen.), 107分 · ダブール 94分 | 競技場: スタディオン・エッセン 観客数: 3,402人 主審: フランツ・ボコップ |  |

| 2021年8月9日 | シュポルトフロインデ・ロッテ (4) | 1 - 4    | カールスルーエ (2)                                                  | デュースブルク                                                                        |  |
| 18:30        | ブラウアー 72分                  | レポート | シュラウゼナー 44分 · ホフマン 50分 · カウフマン 58分 · クエト 79分 | 競技場: シャウインズランド・ライゼン・アリーナ 観客数: 5,000人 主審: リーム・フセイン |  |

| 2021年8月9日 | カイザースラウテルン (3) | 0 - 1    | ボルシアMG (1)      | カイザースラウテルン                                                                  |  |
| 20:45        |                          | レポート | シュティンドル 11分 | 競技場: フリッツ・ヴァルター・シュタディオン 観客数: 5,000人 主審: ハルム・オスメルス |  |

| 2021年8月25日 | ブレーマー (5) | 0 - 12   | バイエルン・ミュンヘン (1) | ブレーメン                                                                   |  |
| 20:15         |                | レポート | シュポ＝モティング 8分, 28分, 35分, 82分 · ムシアラ 16分, 48分 · ワルム 27分 (o.g.) · ティルマン 47分 · サネ 65分 · キュイザンス 80分 · サール 86分 · トリッソ 88分 | 競技場: ヴェーザーシュタディオン 観客数: 10,093人 主審: ニコラス・ヴィンター |  |

## 2回戦
組み合わせ抽選会は、2021年8月29日に行われた。
| 2021年10月26日 | プロイセン・ミュンスター (4) | v        | ヘルタ・ベルリン (1) | ミュンスター                     |  |
| 18:30          |                              | レポート |                      | 競技場: プロイセンシュタディオン |  |

| 2021年10月26日 | バベルスベルク (4) | v        | RBライプツィヒ (1) | ポツダム                                       |  |
| 18:30          |                    | レポート |                    | 競技場: カール・リープクネヒト・シュタディオン |  |

| 2021年10月26日 | 1860ミュンヘン (3) | v        | シャルケ (2) | ミュンヘン                                 |  |
| 18:30          |                    | レポート |              | 競技場: グリュンヴァルター・シュタディオン |  |

| 2021年10月26日 | ホッフェンハイム (1) | v        | キール (2) | ジンスハイム            |  |
| 18:30          |                      | レポート |            | 競技場: PreZeroアレーナ |  |

| 2021年10月26日 | ドルトムント (1) | v        | インゴルシュタット (1) | ドルトムント                       |  |
| 20:00          |                  | レポート |                        | 競技場: ジグナル・イドゥナ・パルク |  |

| 2021年10月26日 | オスナブリュック (3) | v        | フライブルク (1) | オスナブリュック               |  |
| 20:45          |                      | レポート |                  | 競技場: ブレーメル・ブリュッケ |  |

| 2021年10月29日 | ニュルンベルク (2) | v        | ハンブルガーSV (2) | ニュルンベルク                               |  |
| 20:45          |                    | レポート |                    | 競技場: マックス・モーロック・シュタディオン |  |

| 2021年10月26日 | マインツ (1) | v        | ビーレフェルト (1) | マインツ             |  |
| 20:45          |              | レポート |                    | 競技場: MEWAアレーナ |  |

| 2021年10月27日 | ヴァルトホーフ・マンハイム (3) | v        | ウニオン・ベルリン (1) | マンハイム                             |  |
| 18:30          |                                | レポート |                        | 競技場: カール・ベンツ・シュタディオン |  |

| 2021年10月27日 | ボーフム (1) | v        | アウクスブルク (1) | ボーフム                                     |  |
| 18:30          |              | レポート |                    | 競技場: ヴォノヴィア・ルーアシュターディオン |  |

| 2021年10月27日 | ディナモ・ドレスデン (2) | v        | ザンクトパウリ (2) | ドレスデン                                   |  |
| 20:45          |                          | レポート |                    | 競技場: ルードルフ・ハルビヒ・シュタディオン |  |

| 2021年10月27日 | レヴァークーゼン (1) | v        | カールスルーエ (2) | レーヴァークーゼン     |  |
| 18:30          |                      | レポート |                    | 競技場: バイ・アレーナ |  |

| 2021年10月27日 | ハノーファー (2) | v        | デュッセルドルフ (2) | ハノーファー        |  |
| 20:45          |                  | レポート |                      | 競技場: HDIアレーナ |  |

| 2021年10月27日 | ボルシアMG (1) | v        | バイエルン・ミュンヘン (1) | メンヒェングラートバッハ                       |  |
| 20:45          |                | レポート |                            | 競技場: シュタディオン・イム・ボルシア・パルク |  |

| 2021年10月27日 | レーゲンスブルク (2) | v        | ハンザ・ロストック (2) | レーゲンスブルク                                 |  |
| 20:45          |                      | レポート |                        | 競技場: ヤーン・シュタディオン・レーゲンスブルク |  |

| 2021年10月27日 | シュトゥットガルト (1) | v        | ケルン (1) | シュトゥットガルト                   |  |
| 20:45          |                        | レポート |            | 競技場: メルセデス・ベンツ・アレーナ |  |